# Ваньянь Юн
Ваньянь Юн (спрощ.: 完颜雍; кит. трад.: 完顏雍; піньїнь: Wányán Yōng), храмове ім'я Шицзун (кит.: 世宗; піньїнь: Shìzōng; 29 березня 1123 — 20 січня 1189) — п'ятий імператор династії Цзінь.

## Життєпис

### Молоді роки
Походив з роду Ваньянь. Син Ваньянь Цзуняо (третього сина імператора Тайцзу), князя крові, та пані Лі (з впливового роду Лояна). При народжені отримав чжурчженське ім'я Улу та китайське Сю. У 1135 році втратив батька. Невдовзі отримав нове ім'я — Юн. Виховувався матір'ю, яка мала на Юна величезний вплив. Здобув класичну китайську освіту.
Після того як мати пішла до монастиря, завершив освіту та оженився з Уліндою, представницею чжурчженського знатного роду. У 1151 році імператор Хайлін-ван запросив дружину князя Юна до свого двору, де збирався зробити своєю наложницею. Але Улінда вчинила самогубство. Це значно погіршило ставлення Юна до імператора. Втім не наважувався на відкритий виступ.
У 1161 році після важких поразок Хайлін-ван у війні з Південною Сун відбулися загальні заворушення. Військовик Фушеху з Шаньдуна рушив на столицю імперії, де оголосив Юна новим імператором. Втім останній все ще остерігався свого двоюрідного брата-імператора. Але невдовзі того було вбито власники військовиками. після цього Юн прийняв тронне ім'я Ши-цзун.

### Володарювання

#### Початок
Новий імператор Цзінь зіткнувся з нагальною необхідністю внутрішньої і зовнішньої стабілізації становища в державі. Вони проголошувалися імператором вже введенням нового девізу років правління — Дадін («велика стабільність»). Переїхавши до Яньцзіну, Ши-цзун видав указ про позбавлення Хайлін-вана імператорського звання й про віддання під суд його поплічників, оголосив амністію засудженим і реабілітував страчених при Хайлін-вані, скасував на 3 роки податки.
Він послав війська для придушення селянського повстання в Шаньдуні і в 1162 приборкав заколот киданів, що спробували відновити династію Ляо. Бунтівні кіданські племена мен'ань і моуке були розділені між чжурчженськими групами.

#### Війна з Сун
З огляду на складне становище Цзінь, війська Південної Сун атакувала її землі у 1163 році. Спочатку війська Ши-цзуна зазнали декількох поразок, але зрештою сунським військам було завдано важкої поразки у битві під Хуяном. Після цього обидві сторони не прагнули продовжувати війну, і в 1164 році було укладено мирний договір, яким загалом відновлювалося умови угоди 1142 року, але сунська данина Цзінь зменшувалося до 202 тисяч лянів срібла, а Сун отримала міста Хайчжоу, Шічжоу, Денчжоу, Ціньчжоу, Шанчжоу і 200 рулонів шовку.
Після цього Ши-цзун уклав мирні угоди з державами Корьо та Сі Ся. Це забезпечувало мирне існування держави Цзінь із сусідами.

#### Внутрішня політика
Було розроблено і впроваджено нові надільну і податкову системи. Ши-цзун дозволив вільну видобуток металів, що дозволило йому налагодити державну грошову систему. Для зміцнення державних фінансів він запровадив новий податок на майно, з метою повного виявлення об'єкта фіску провів три загальних переписи дворів, земель і майна у 1164, 1175, 1186 роках і один чжурчженів — у 1183 році. Відкриті знову в 1164 році прикордонні ринки послужили додатковими джерелами доходів.
Ши-цзун обґрунтував і здійснив велику програму відродження традиційної чжурчженскої культури. Розширюючи знайомство з досягненнями китайської культури, він відстоював збереження національних форм життя чжурчженів: мови і писемності, імен і прізвищ, пісень і танців, одягу і звичаїв.
1170 року імператор повернув Хуейнінфу звання верхньої столиці, він перетворив її в заповідне місце чжурчженського способу життя та старовини. 1182 року було оприлюднено новий кодекс законів. Ши-цзун багато уваги приділяв підготовці і підбору національних кадрів чиновників, екзаменаційної системи оцінювання знань, службовому і матеріальним становищем чиновництва, розуміючи найважливішу роль, яку воно традиційно відігравало в китайському суспільстві.
Незважаючи на тривалий мир, він дбав про бойову підготовку війська. 1188 року були закладені основи освіти й розвивалася національна література. Він обмежував діяльність буддійського і даоського духівництва. Помер Ши-цзун у 1189 році, владу успадкував його онук Мадаге під іменем Чжанцзун.

## Девіз правління
- Дадін (大定) 1161—1189